# Kristof Hopp
Kristof Hopp (* 14. Juli 1978 in Kiel) ist ein deutscher Badmintonspieler und Lehrer.

## Karriere
Hopp war in den Disziplinen Herrendoppel und Gemischtes Doppel (Mixed) aktiv. Mit 84 Berufungen in die Nationalmannschaft von 2000 bis 2010 war er zeitweise Deutschlands Rekordnationalspieler bei den Herren. Sein erstes Länderspiel bestritt er am 18. Februar 2000 in Sofia gegen die Niederlande in der Thomas-Cup-Qualifikation.
Kristof Hopp hat 1999 sein Abitur gemacht und Lehramt Anglistik/Geographie sowie BWL studiert.
Zusammen mit seiner Mixedpartnerin Birgit Overzier hatte er sich für die Teilnahme an den Olympischen Sommerspielen 2008 in Peking qualifiziert. Dort verloren sie in der ersten Runde gegen die an Position 3 gesetzten Indonesier Flandy Limpele und Vita Marissa in zwei Sätzen. 2010 beendete er seine Nationalmannschaftskarriere.

## Vereine
- TSV Flintbek
- BW Wittorf
- BC Eintracht Südring Berlin
- SC Bayer 05 Uerdingen (2001–2003)
- 1. BC Bischmisheim (2003–2021)
- TV 1891 Wemmetsweiler (seit 2021)

## Erfolge
| Jahr | Veranstaltung                                              | Partner            |
| ---- | ---------------------------------------------------------- | ------------------ |
| 2001 | Deutsche Meisterschaft im Herrendoppel                     | Thomas Tesche      |
| 2001 | Sieger Croatian International im Herrendoppel              | Thomas Tesche      |
| 2001 | Weltmeisterschaft im Herrendoppel, 1. Runde                | Thomas Tesche      |
| 2001 | Weltmeisterschaft im Mixed, 2. Runde                       | Kathrin Piotrowski |
| 2002 | Deutscher Meister im Herrendoppel                          | Thomas Tesche      |
| 2003 | Deutscher Meister im gemischten Doppel                     | Kathrin Piotrowski |
| 2003 | Sieger South Africa International im Herrendoppel          | Thomas Tesche      |
| 2003 | Weltmeisterschaft im Herrendoppel, 1. Runde                | Thomas Tesche      |
| 2003 | Weltmeisterschaft im Mixed, 2. Runde                       | Kathrin Piotrowski |
| 2004 | Sieger Swedish International im gemischten Doppel          | Kathrin Piotrowski |
| 2004 | Sieger Norwegian International im Herrendoppel             | Ingo Kindervater   |
| 2005 | Deutscher Meister im Herrendoppel                          | Ingo Kindervater   |
| 2005 | Sieger Dutch International im Herrendoppel                 | Ingo Kindervater   |
| 2005 | Sieger Belgian International im Herrendoppel               | Ingo Kindervater   |
| 2005 | Sieger Belgian International im gemischten Doppel          | Birgit Overzier    |
| 2005 | Sieger Norwegian International im gemischten Doppel        | Birgit Overzier    |
| 2005 | Weltmeisterschaft im Herrendoppel, 2. Runde                | Ingo Kindervater   |
| 2006 | Deutscher Meister im Herrendoppel                          | Ingo Kindervater   |
| 2008 | Bronzemedaille bei der Europameisterschaft im Herrendoppel | Ingo Kindervater   |
| 2008 | Sieger Badminton Europe Circuit Finals im Herrendoppel     | Ingo Kindervater   |
| 2009 | Deutsche Meisterschaft im Herrendoppel                     | Johannes Schöttler |
| 2010 | Deutsche Meisterschaft im Herrendoppel                     | Johannes Schöttler |